# 高鍋町立高鍋東中学校
高鍋町立高鍋東中学校（たかなべちょうりつ たかなべひがしちゅうがっこう）は、宮崎県児湯郡高鍋町大字北高鍋にある公立中学校。

## 概要
1947年5月8日、高鍋青年学校の校舎を借用して開校する。2022年4月1日現在の生徒数は311名（1年生118人、2年生106人、3年生87人）、学級数10個（通常学級10、特別支援学級2）、職員数39名。

## 沿革
- 1947年5月8日 - 高鍋青年学校の校舎を借用して開校。
- 1948年4月10日 - 高鍋高等学校第2校舎(旧高鍋女学校)と校舎を交換。
  - 校舎移転に伴い学校区域を変更。学級数減。
- 1955年9月1日 - 校歌制定。
- 1972年3月31日 - 体育館落成。
- 1974年7月19日 - プール落成。
- 1995年4月10日 - 完全給食実施。

## 学区
- 高鍋町立高鍋東小学校の通学区域[1]
  - 掘の内、掘の内団地、下永谷、上永谷、雲雀山、水谷原、越ヶ溝、毛作、新山、太平寺、脇、舞鶴団地、大工小路、宮田、蓑江、筏、南町、十日町、六日町、石原、中町、中央通り、東町、道具小路西、道具小路東、道具小路南、中鶴、樋渡、下屋敷、菖蒲池西、菖蒲池東、御屋敷、大池久保、萩原、蚊口西の二、蚊口西の一、蚊口上、蚊口中、蚊口下、持田団地、その他、以上の区域内

## 交通
- JR日豊本線 高鍋駅より宮崎交通バス 「高鍋高校前」停留所下車徒歩約3分。

## 行事
- 9月頃　　体育大会

赤、黄、青の3団で構成。団ごとに白熱の戦いを見せるとても盛り上がる行事である。
- 10月頃　　合唱コンクール

クラス対抗で行われる行事である。全学年合同で競われる。
- 12月頃　　ロードレース大会

学年、性別ごとに別れて走る。距離は2.5km。小丸川周辺の広場にて行われる。

## 生徒会活動・委員会
- 生徒会執行部
- 学習委員会
- 生活委員会
- 環境委員会
- 保体委員会
- 文化委員会
- 給食委員会

## 著名な関係者

### 出身者
- 岩下克樹（あいテレビアナウンサー）
- 中山悟志（サッカー選手、J2・ロアッソ熊本）
- スカイ・ブラウン（プロスケートボーダー）[2]